# Episodi di The Drew Carey Show (sesta stagione)
La sesta stagione della serie televisiva The Drew Carey Show è stata trasmessa in anteprima negli Stati Uniti d'America dalla ABC tra il 4 ottobre 2000 e il 23 maggio 2001.
| nº | Titolo originale                  | Titolo italiano | Prima TV USA     | Prima TV Italia |
| -- | --------------------------------- | --------------- | ---------------- | --------------- |
| 1  | Drew Pops Something on Kate       |                 | 4 ottobre 2000   | inedito         |
| 2  | Be Drew to Your School            |                 | 18 ottobre 2000  | inedito         |
| 3  | Drew's Inheritance                |                 | 25 ottobre 2000  | inedito         |
| 4  | Mimi's a Partner                  |                 | 1º novembre 2000 | inedito         |
| 5  | Drew Live II                      |                 | 8 novembre 2000  | inedito         |
| 6  | The Pregnancy Scare               |                 | 15 novembre 2000 | inedito         |
| 7  | Drew and the Trail Scouts         |                 | 22 novembre 2000 | inedito         |
| 8  | Drew and Kate Become Friends      |                 | 29 novembre 2000 | inedito         |
| 9  | Drew Can't Carey a Tune           |                 | 6 dicembre 2000  | inedito         |
| 10 | Buzzie Wuzzie Liked His Beer      |                 | 13 dicembre 2000 | inedito         |
| 11 | Fetal Attraction                  |                 | 20 dicembre 2000 | inedito         |
| 12 | The Warsaw Closes                 |                 | 10 gennaio 2001  | inedito         |
| 13 | Oswald's Dad Returns              |                 | 17 gennaio 2001  | inedito         |
| 14 | All Work and No Play              |                 | 24 gennaio 2001  | inedito         |
| 15 | Drew's in a Coma                  |                 | 7 febbraio 2001  | inedito         |
| 16 | Drew and the Baby                 |                 | 14 febbraio 2001 | inedito         |
| 17 | Hush Little Baby                  |                 | 21 febbraio 2001 | inedito         |
| 18 | Drew's Life After Death           |                 | 28 febbraio 2001 | inedito         |
| 19 | Drew and the Motorcycle           |                 | 14 marzo 2001    | inedito         |
| 20 | Kate and Her New Boyfriend        |                 | 21 marzo 2001    | inedito         |
| 21 | What's Wrong with This Episode IV |                 | 28 marzo 2001    | inedito         |
| 22 | The Easter Show                   |                 | 11 aprile 2001   | inedito         |
| 23 | Christening                       |                 | 2 maggio 2001    | inedito         |
| 24 | Drew and the Activist (Part 1)    |                 | 9 maggio 2001    | inedito         |
| 25 | Drew and the Activist (Part 2)    |                 | 16 maggio 2001   | inedito         |
| 26 | Bananas (Part 1)                  |                 | 23 maggio 2001   | inedito         |
| 27 | Bananas (Part 2)                  |                 | 23 maggio 2001   | inedito         |